# Dorfen Bahnhof

Dorfen Bahnhof ist eine Betriebsstelle der Bahnstrecke München–Simbach in der oberbayerischen Stadt Dorfen. Die Königlich Bayerischen Staatseisenbahnen nahmen den Bahnhof Dorfen 1871 in Betrieb. Mit der Inbetriebnahme der abzweigenden Lokalbahn nach Velden wurde er 1898 zum Trennungsbahnhof und erhielt 1903 den Namen Dorfen Bahnhof zur Unterscheidung vom Haltepunkt Dorfen Markt an der Lokalbahn. Seit der Stilllegung der Nebenbahn 1993 ist er nur noch Zwischenbahnhof.

## Lage
Der Bahnhof Dorfen liegt an Streckenkilometer 47,08 der eingleisigen und nicht elektrifizierten Hauptbahn von München Ost über Mühldorf nach Simbach (Streckennummer 5600). Im Osten des Bahnhofs zweigte die eingleisige und nicht elektrifizierte Nebenbahn nach Velden (Streckennummer 5721) ab, die in Dorfen bei Kilometer 0,0 begann.
Der Bahnhof befindet sich am südlichen Ortsrand von Dorfen, etwa einen Kilometer südöstlich der Altstadt. Auf der Nordseite werden die Bahnanlagen durch die Bahnhofstraße begrenzt. Im Westen der Station quert die Bundesstraße 15 von Dorfen nach Haag mit einem Bahnübergang die Gleise; ein weiterer Bahnübergang im Osten des Bahnhofs diente bis 8. April 2022 der Anbindung der ehemaligen Ziegelei Meindl. Südlich des Bahnhofs liegen die Dorfener Stadtteile Oberhausmehring, Unterhausmehring und Orlfing.

## Geschichte

### Errichtung und erste Betriebsjahre
Im Zuge der Projektierung der Hauptbahn München–Simbach plante die Generaldirektion der königlich bayerischen Verkehrsanstalten für die Marktgemeinde Dorfen mit 1440 Einwohnern einen Zwischenbahnhof zur Wasseraufnahme und für Zugkreuzungen ein. Da der Bahnhof als mögliche Abzweigstation für eine zukünftige Strecke nach Haag vorgesehen war, sollte er, ebenso wie der nahegelegene Bahnhof Schwaben, groß ausgelegte Hochbauten nach dem Vorbild des Bahnhofs Dachau erhalten. Als Kosten für die Errichtung der Stationsanlagen veranschlagte die Generaldirektion im September 1869 insgesamt 57.240 Gulden.
Am 1. Mai 1871 nahmen die Königlich Bayerischen Staatseisenbahnen den Bahnhof Dorfen mit dem Streckenabschnitt von München nach Neuötting in Betrieb. Trasse und Bahnhof entstanden dabei deutlich außerhalb des Orts; der Bahnhof lag bis zur Eingemeindung 1972 auf dem Gebiet der Nachbargemeinde Hausmehring. Aufgrund des hohen erwarteten Verkehrsaufkommens war der Bahnhof als Expedition I. Classe mit Postdienst eingestuft und Sitz einer Bahnmeisterei. Die Gleisanlagen bestanden zunächst aus drei Hauptgleisen mit zwei Bahnsteigen und einer Ortsgüteranlage im Westen des Bahnhofs. Nördlich der Gleise standen das dreigeschossige Empfangsgebäude, zwei Abortgebäude, ein Güterschuppen und zwei Wechselwärterhäuser, südlich der Gleise das Wasserhaus und eine Torfhütte. An den Stationsenden war bei jedem der Wechselwärterhäuser ein beschrankter Bahnübergang vorhanden. Sowohl 300 Meter westlich des Empfangsgebäudes an der Kreuzung der Bahnhofstraße mit der Districtstraße von Dorfen nach Haag als auch nördlich des Empfangsgebäudes befanden sich Bahnhofsrestaurationen. Mit der Eröffnung des Bahnhofs wurde die seit 1853 bestehende Postexpedition von Dorfen mit der Bahnexpedition zusammengelegt und im Empfangsgebäude untergebracht.
Der Bahnhof Dorfen erreichte im Personen-, Güter- und Viehverkehr schon bald erhebliche Bedeutung und hatte das höchste Verkehrsaufkommen aller Stationen zwischen München Ost und Mühldorf. 1884 wurden 23.262 Fahrkarten verkauft und der Bahnhof erzielte Einnahmen von 38.046 Mark im Personenverkehr, womit er den Bahnhof Schwaben um mehr als 15.000 Mark übertraf. Aufgrund des stark gestiegenen Wagenladungsverkehrs richteten die Bayerischen Staatseisenbahnen 1893 südlich der Hauptgleise ein Freiladegleis ein. Ab 1897 war der Bahnhof Dorfen als Station II. Klasse mit Postdienst eingestuft.

### Ausbau zum Trennungsbahnhof
1892 begannen die Planungen für eine Lokalbahn nach Velden, die im Bahnhof Dorfen abzweigen sollte. 1896 wurde der Bau der Strecke genehmigt und mit den Bauarbeiten begonnen. Der Bahnhof Dorfen erhielt ein weiteres Hauptgleis zwischen dem Empfangsgebäude und den bisherigen Gleisen sowie im Osten ein Umfahrgleis. Am 24. Dezember 1898 nahmen die Königlich Bayerischen Staatseisenbahnen die Lokalbahn Dorfen–Velden in Betrieb. Die Eröffnung der Lokalbahn trug zu einem weiteren Anstieg des Verkehrsaufkommens am Bahnhof Dorfen bei: Die Zahl der verkauften Fahrkarten stieg von 32.195 im Betriebsjahr 1897 auf 46.741 im Betriebsjahr 1899.

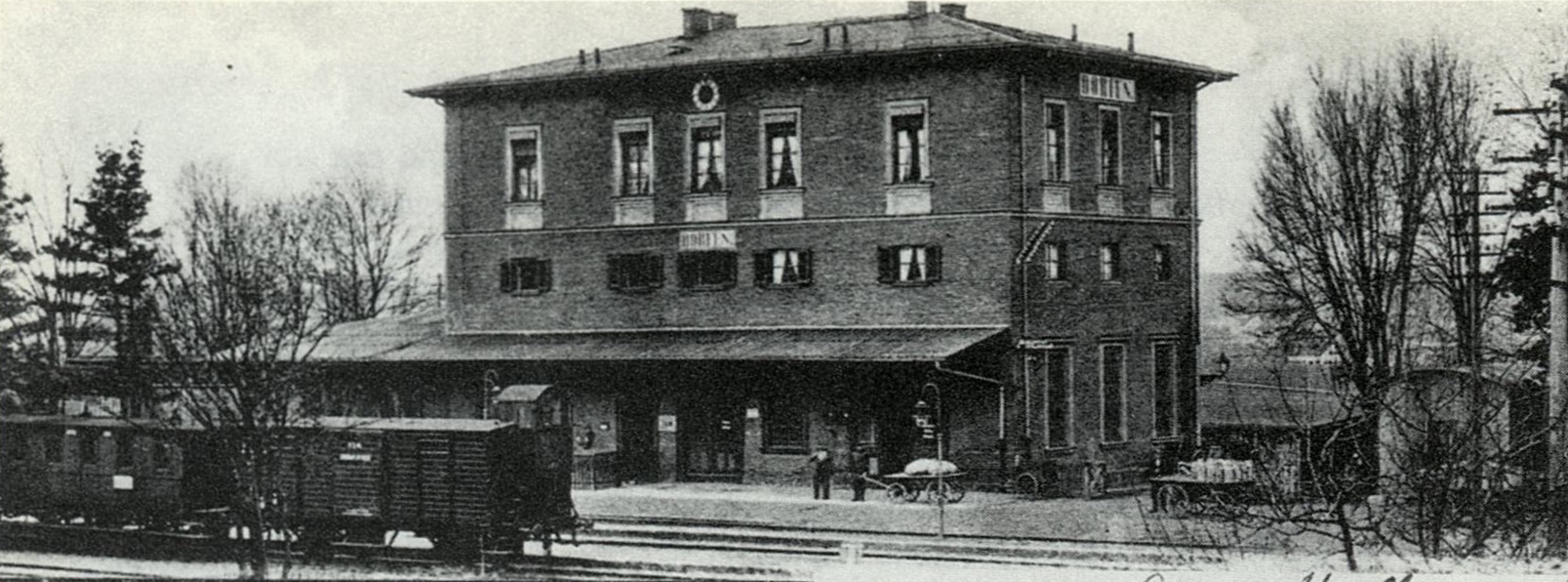
Empfangsgebäude nach Errichtung des Westflügels (vor 1910)

1901 statteten die Bayerischen Staatseisenbahnen den Bahnhof Dorfen im Zuge der Zentralisierung der Weichen- und Signalbedienung mit mechanischen Stellwerken aus. Dabei verlängerten sie die drei Hauptgleise der Hauptbahn und das Freiladegleis, zudem banden sie die bisher nur einseitig angeschlossene Ortsgüteranlage und das Freiladegleis beidseitig an. Zur Unterscheidung vom Haltepunkt Dorfen Markt an der Lokalbahn benannten die Bayerischen Staatseisenbahnen den Bahnhof Dorfen zum 22. September 1903 in Dorfen Bahnhof um.
Um 1910 richteten die Bayerischen Staatseisenbahnen am Bahnhof Dorfen eine zweite Bahnmeisterei ein, die für die Hauptbahn zwischen Hörlkofen und Dorfen sowie für die Lokalbahn Thann-Matzbach–Haag zuständig war. Im Süden des Bahnhofs wurde um 1918 ein Gleisanschluss zur Ziegelei Meindl errichtet.
Die Deutsche Reichsbahn baute die Bahnhofsanlagen von Mitte bis Ende der 1930er Jahre um. Südlich der Gleise entstand ein neues Freiladegleis, während das bisherige Freiladegleis fortan als Zugbildungsgleis diente. Im Osten des Bahnhofs errichtete die Deutsche Reichsbahn am bisherigen Umfahrgleis der Lokalbahn neue Gebäude für die beiden Bahnmeistereien. Das Umfahrgleis wurde teilweise zurückgebaut und endete fortan in einem neu errichteten Kleinlokschuppen, das anschließende Ausziehgleis diente nun als Anschluss für die Bahnmeistereien.
Um im Zweiten Weltkrieg den Einsatz längerer Güterzüge zu ermöglichen, verlängerte die Deutsche Reichsbahn 1941 die drei Hauptgleise der Hauptbahn nach Westen und Osten über die Bahnübergänge hinaus. Zudem erneuerte und verlängerte sie die Bahnsteige an Gleis 2 und 3. Am 17. April 1945 war der Bahnhof Ziel eines Tieffliegerangriffs der Alliierten, bei dem ein abgestellter Lazarettzug schwer beschädigt und vier Personen verletzt wurden. Bei zwei Luftangriffen am 24. und 29. April 1945 entstanden weitere Schäden am Lazarettzug, am Empfangsgebäude und an den Gleisanlagen; zudem wurde ein Treibstofflager südlich des Bahnhofs vollständig zerstört.

### Rückbauten
Die Deutsche Bundesbahn stellte den Personenverkehr auf der Strecke Dorfen–Velden am 26. Mai 1968 ein. Damit verlor der Bahnhof Dorfen seine Funktion als Umsteigepunkt, die Gleisanlagen blieben jedoch zunächst unverändert erhalten. Im April 1985 begann die Deutsche Bundesbahn mit der Demontage nicht mehr benötigter Nebengleise und baute das Freiladegleis (Gleis 6), den Gleisanschluss zur Ziegelei und die Gleise an der Bahnmeisterei zurück. Das Zugbildungsgleis (Gleis 5) wurde zum Stumpfgleis und diente fortan wieder als Freiladegleis.
Am 27. September 1993 legte die Deutsche Bundesbahn die seit 1968 nur noch im Güterverkehr befahrene Nebenbahn nach Velden still, womit der Bahnhof Dorfen nur noch Zwischenbahnhof der Hauptbahn war. Bis Mai 1994 baute die Deutsche Bahn das Hauptgleis der Nebenbahn im Bahnhofsbereich zurück. Auf dem ehemaligen Gleisbett vor dem Empfangsgebäude pflanzte sie eine Baumreihe; im Bereich des abzweigenden Gleisbogens im Osten des Bahnhofs entstand ein Parkplatz. Zugleich wurden die beiden verbliebenen Bahnsteige erhöht und teilweise verlegt. Das Ladegleis der Ortsgüteranlage war ab 1998 nicht mehr befahrbar und wurde in der Folge abgebaut. 2003 nahm die Deutsche Bahn schließlich das Freiladegleis (Gleis 5) als letztes verbliebenes Nebengleis des Bahnhofs durch Rückbau der Weiche außer Betrieb.
2004 ersetzte die Deutsche Bahn die mechanischen Stellwerke des Bahnhofs durch ein neues elektronisches Stellwerk.

## Anlagen

### Empfangsgebäude

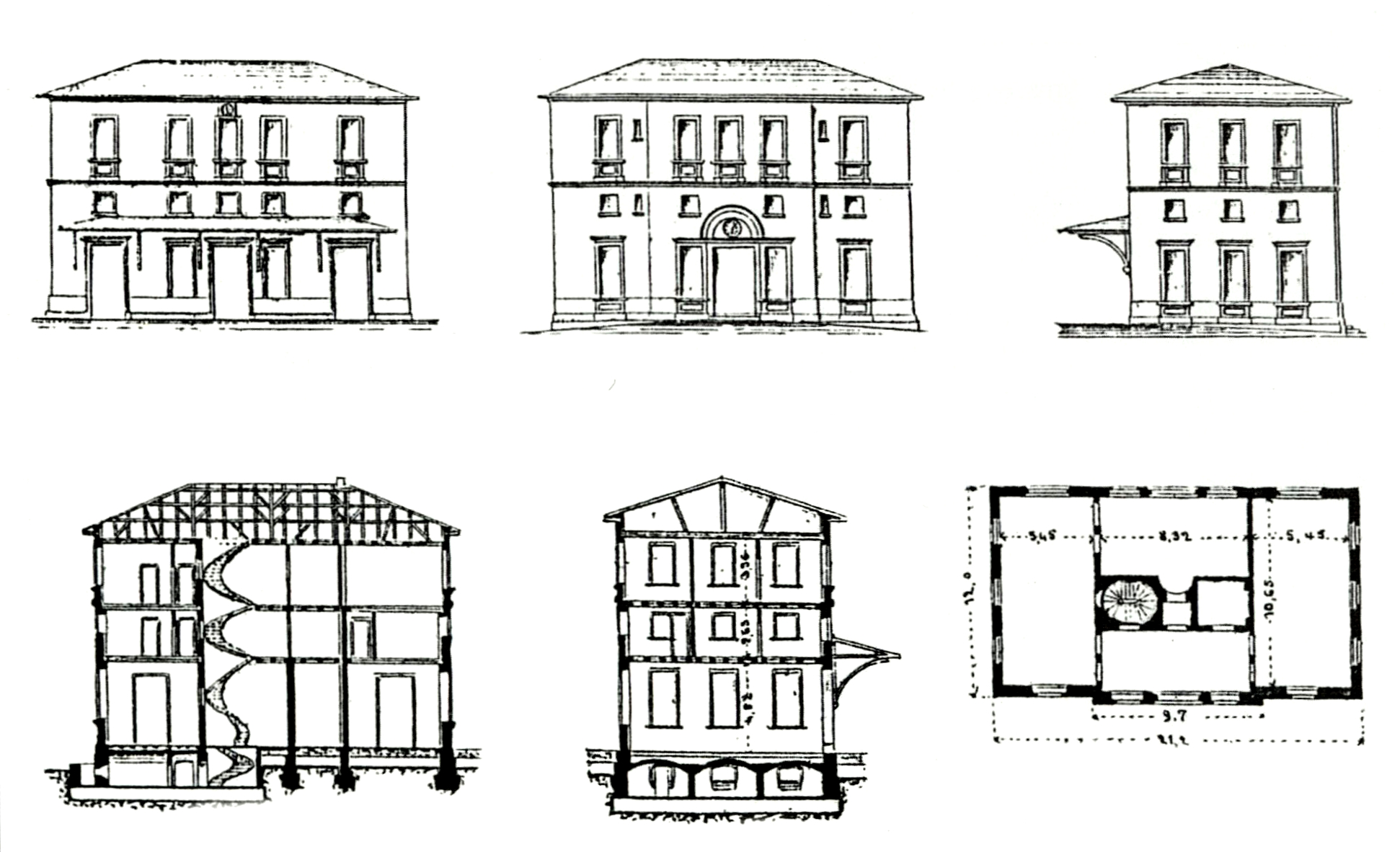
Bauplan des Empfangsgebäudes

Das 1871 fertiggestellte Empfangsgebäude auf der Nordseite der Gleise ist ein dreigeschossiger Bau mit flachem Walmdach, der ursprünglich in Sichtziegelbauweise ausgeführt war. Zunächst in gleicher Größe wie das Gebäude des Bahnhofs Schwaben vorgesehen, wurde es schließlich auf einer größeren Grundfläche von 21,20 m × 12,00 m errichtet. In seinem Erdgeschoss waren eine Vorhalle mit Fahrkartenschalter, ein Wartesaal erster und zweiter Klasse, ein Wartesaal dritter Klasse, ein Büro für den Stationsvorstand (Expedition) und ein Zimmer für den Stationsdiener untergebracht. Im zweiten Obergeschoss befand sich die Dienstwohnung des Stationsvorstandes, im niedriger ausgeführten ersten Obergeschoss kleinere Wohnungen für Bahnbedienstete. Auf der Gleis- und Straßenseite weist das Gebäude fünf Fensterachsen auf; die Fassaden waren durch Fensterrahmungen, ein umlaufendes Gesims und zur Straßenseite einen Mittelrisalit gegliedert. Auf der Gleisseite war ein als Walmdach ausgeführtes Bahnsteigvordach angebracht.
1901 ergänzten die Bayerischen Staatseisenbahnen das Empfangsgebäude um einen eingeschossigen Seitenflügel mit Walmdach auf der Westseite, in dem sie das neue Befehlsstellwerk und die Diensträume für den Stationsvorstand und den Schalterbeamten unterbrachten. Zudem erhielt das Gebäude ein neues Vordach in Pultdachform. In den 1930er Jahren errichtete die Deutsche Reichsbahn auf der Ostseite ebenfalls einen Seitenflügel und stellte damit die Symmetrie des Gebäudes wieder her. Der Warteraum wurde in den neuen Ostflügel verlegt und an seiner Stelle die Gepäckabfertigung eingerichtet. Im Zuge dieser Baumaßnahme wurde der Sichtziegelbau verputzt.
Ende 2004 verkaufte die Deutsche Bahn das Empfangsgebäude an die Unternehmen Procom und Patron Capital, die es im Oktober 2013 an zwei Erdinger Kaufleute weiterverkauften. Anstelle des bisherigen Fahrkartenschalters nahm im Gebäude im Oktober 2013 ein neues DB-Reisezentrum den Betrieb auf. 2018 zog das Reisezentrum in ein auf der Fläche des früheren Güterschuppens neu errichtetes Geschäftsgebäude.

### Gleisanlagen und Bahnsteige
Bei seiner Eröffnung war der Bahnhof Dorfen mit drei Hauptgleisen ausgestattet. Das durchgehende Hauptgleis lag an einem Zwischenbahnsteig; nördlich davon befand sich ein 484 Meter langes Ausweichgleis am Hausbahnsteig, südlich ein 418 Meter langes Ausweichgleis ohne Bahnsteig. Im Westen des Bahnhofs lag nördlich der Hauptgleise die Ortsgüteranlage mit Stumpfgleisen zum Güterschuppen sowie zur Kopf- und Seitenrampe. Sie war einseitig nach Westen an das nördliche Ausweichgleis angebunden. Das Stumpfgleis zur Laderampe war mit einer Wagendrehscheibe, von der zwei kurze Ladestutzen abzweigten, und einer Gleiswaage ausgestattet. Ab 1893 war im Süden ein Freiladegleis mit Ladestraße vorhanden, das am Westkopf des Bahnhofs vom südlichen Ausweichgleis abzweigte und vor dem Wasserhaus endete.
Nach den Ausbaumaßnahmen 1898 und 1901 gab es in Dorfen vier Hauptgleise, von denen drei mit Bahnsteigen ausgestattet waren. Das Streckengleis der Lokalbahn zweigte im Osten des Bahnhofs in einem engen Gleisbogen von Gleis 1 ab; das nach Osten weiterführende Stumpfgleis war mit einem Umfahrgleis ausgestattet. Ortsgüteranlage und Freiladegleis waren nun beidseitig angebunden. Mit den Erweiterungen der 1930er Jahre erreichten die Gleisanlagen des Bahnhofs Dorfen ihre größte Ausdehnung: Zwischen dem Empfangsgebäude und dem Wasserhaus lagen nun sechs beidseitig angebundene Gleise. Gleis 1 diente den Zügen der Lokalbahn nach Velden, die Gleise 2 bis 4 dem Zugverkehr der Hauptbahn, Gleis 5 der Bildung und Auflösung von Nahgüterzügen und das neue Gleis 6 als Freiladegleis.
Ab 1985 wurden die Gleisanlagen des Bahnhofs schrittweise zurückgebaut. Seit 2003 sind nur noch die Hauptgleise 2, 3 und 4 vorhanden, die neu als Gleis 1 bis 3 nummeriert wurden. Das nördliche Ausweichgleis und das durchgehende Hauptgleis liegen an 38 Zentimeter hohen Bahnsteigen, während das südliche Ausweichgleis bahnsteiglos ist.

### Stellwerke und Sicherungstechnik

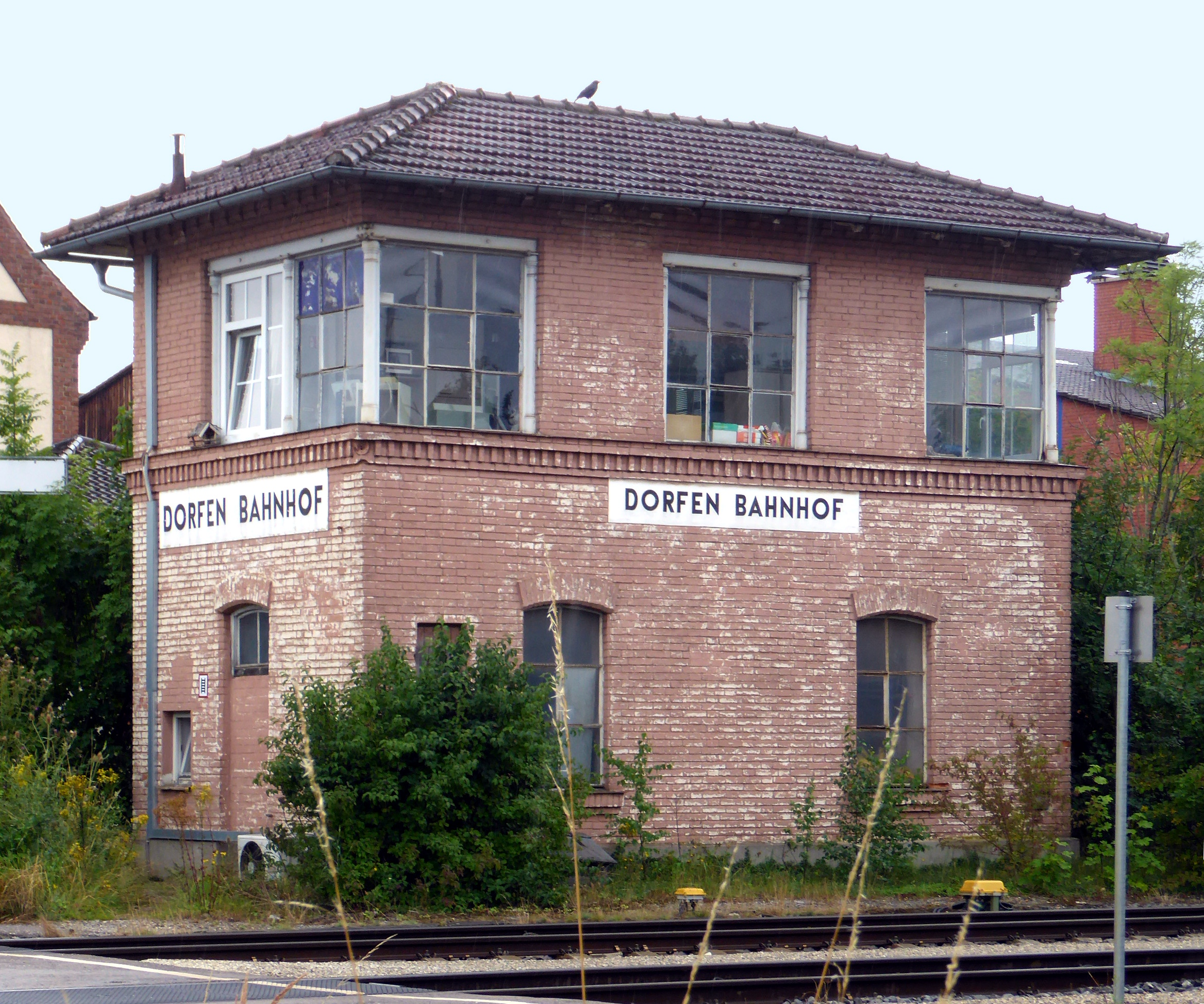
Östliches Wärterstellwerk (2018)

In den ersten Betriebsjahren wurden die Weichen des Bahnhofs vor Ort durch Wechselwärter gestellt. Diese bedienten zudem die beiden beschrankten Bahnübergänge und später auch die Einfahrsignale. 1901 nahmen die Bayerischen Staatseisenbahnen ein Befehlsstellwerk und zwei Wärterstellwerke der Bauart Krauss mit Kurbelwerken in Betrieb. Für die Wärterstellwerke entstanden zwei zweigeschossige Stellwerkstürme in Sichtziegelbauweise mit Walmdach, die an den Stationsenden südlich der Gleise neben den Bahnübergängen errichtet wurden. Sie übernahmen zugleich die Bedienung der Bahnschranken. Das Befehlsstellwerk wurde im Empfangsgebäude untergebracht. Zudem ersetzten die Bayerischen Staatseisenbahnen die bisherigen Einfahr- und Perronsignale durch neue Ein- und Ausfahrsignale der bayerischen Bauart.
Am 27. Juni 2004 legte die Deutsche Bahn die mechanischen Stellwerke still und nahm ein elektronisches Stellwerk (ESTW) von Siemens in Betrieb. Für das ESTW errichtete sie zwischen dem Empfangsgebäude und dem Güterschuppen einen eingeschossigen Satteldachbau. Die Formsignale des Bahnhofs wurden durch Lichtsignale nach dem Ks-Signalsystem ersetzt. Die beiden Stellwerkstürme blieben erhalten; der östliche Turm diente bis 8. April 2022 weiterhin als Schrankenposten zur Bedienung der Bahnübergänge am Ostende des Bahnhofs und bei Kloster Moosen.

### Weitere Hochbauten

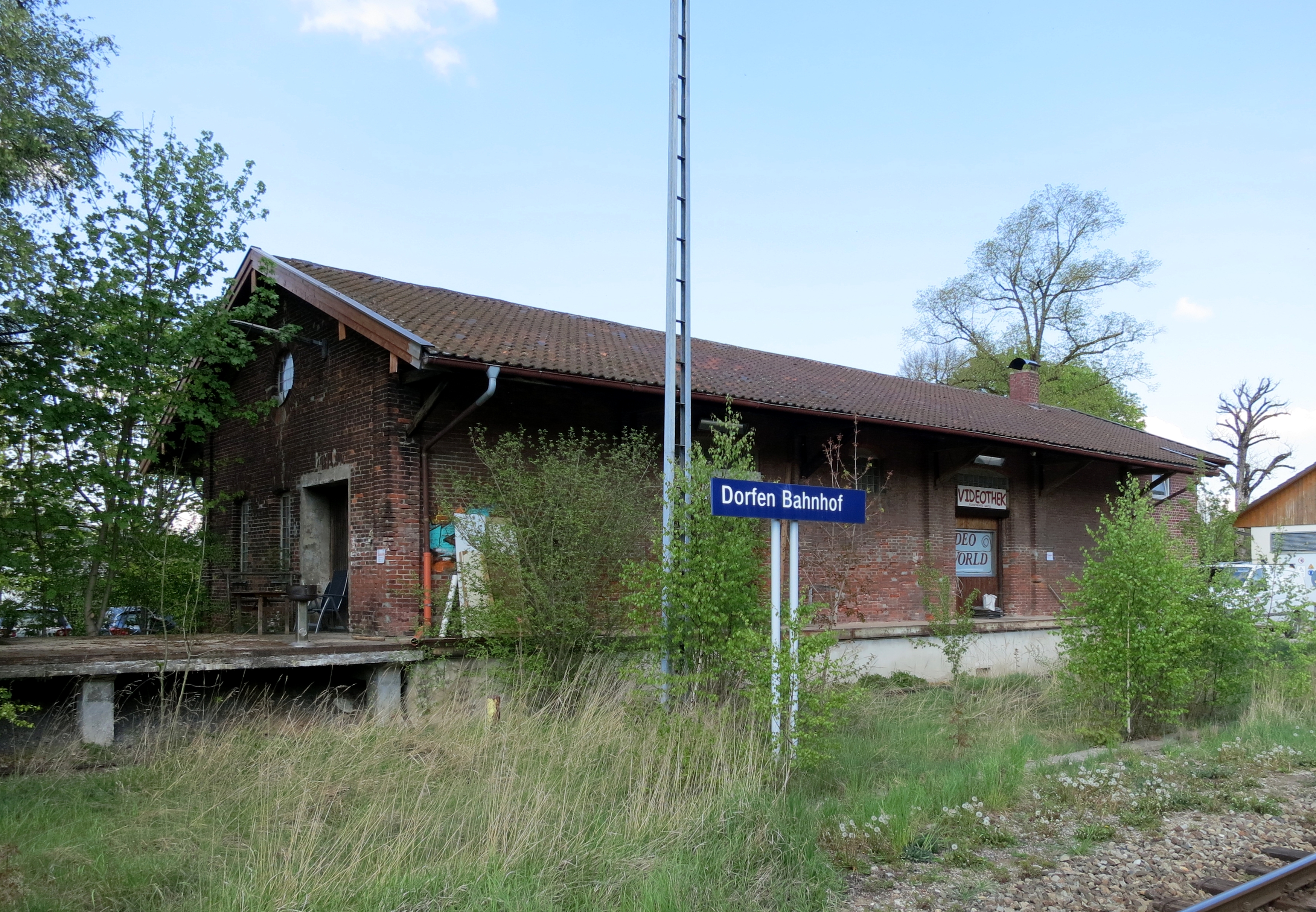
Güterschuppen (2014)

Der Güterschuppen westlich des Empfangsgebäudes war ein Sichtziegelbau mit Satteldach, dessen Fassade durch Pilaster und Ecklisenen gegliedert war. In den 1970er Jahren erweiterte die Deutsche Bundesbahn ihn um einen Anbau auf der Ostseite. 2016 wurde der Güterschuppen abgebrochen.
Gegenüber dem Empfangsgebäude stand auf der Südseite der Gleise das Wasserhaus zur Wasserversorgung der Dampflokomotiven. Es war ein dreigeschossiger Sichtziegelbau mit Walmdach. Über eine dampfbetriebene Pumpenanlage und Rohrleitungen versorgte es zwei Wasserkräne am West- und Ostende der Station. Der Brennstoff zum Antrieb der Pumpenanlage wurde in einer kleinen Torfhütte östlich des Wasserhauses gelagert. 1978 brach die Deutsche Bundesbahn das Wasserhaus ab.
An der westlichen und östlichen Einfahrweiche befanden sich nördlich der Gleise neben den Bahnübergängen die beiden Wechselwärterhäuser. Sie waren nach einem einheitlichen Baumuster als eingeschossige Sichtziegelbauten mit Satteldach auf einer Grundfläche von 10 m × 6,20 m ausgeführt. Während das östliche Wärterhaus abgebrochen wurde, ist das westliche Wärterhaus erhalten.

## Verkehr

### Personenverkehr

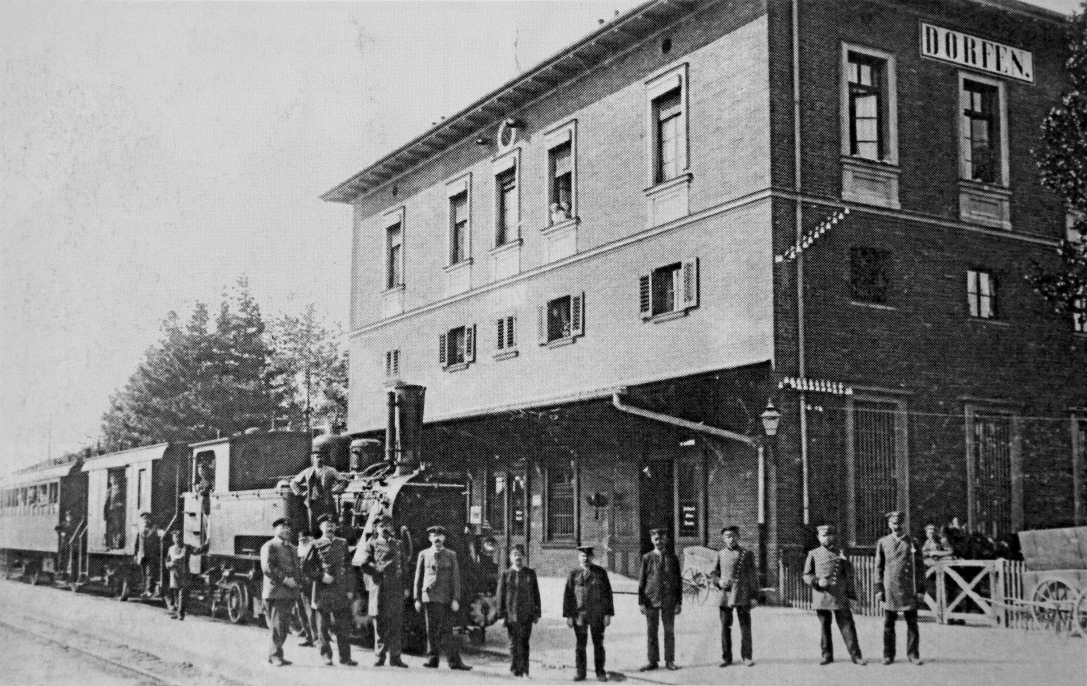
D XI mit Zug nach Velden vor dem Empfangsgebäude (1902)

Im ersten regulären Fahrplan 1872 hielten am Bahnhof Dorfen täglich zwei Postzugpaare und ein Güterzugpaar mit Personenbeförderung von München nach Simbach sowie ein Schnellzugpaar von Ulm nach Simbach. Der Schnellzughalt wurde bereits 1873 wieder aufgegeben; dafür erhöhte sich die Zahl der Personenzüge bis 1895 auf fünf Zugpaare zwischen München und Simbach. Auf der Lokalbahn zwischen Dorfen und Velden verkehrten ab 1898 täglich drei gemischte Personen- und Güterzugpaare, von denen im Bahnhof Dorfen auf die Züge der Hauptbahn umgestiegen werden konnte. Von 1899 bis 1902 war Dorfen erneut Halt eines Schnellzugpaares von München nach Simbach. 1909 führten die Bayerischen Staatseisenbahnen ein Schnellzugpaar von München über Mühldorf nach Salzburg mit Halt in Dorfen ein, das bis 1914 Bestand hatte. Der Zugverkehr auf der Lokalbahn nach Velden erhöhte sich bis 1914 auf vier Zugpaare an Werktagen, während die Zahl der Personenzüge zwischen München und Simbach konstant blieb.
Ab den 1920er Jahren hielten in Dorfen zwei Eilzugpaare zwischen München und Mühldorf. Zudem war der Bahnhof weiterhin Halt von fünf Personenzugpaaren auf der Hauptbahn und drei Zugpaaren auf der Lokalbahn. Von 1927 bis 1928 endete für ein Fahrplanjahr erstmals ein Personenzug der Hauptbahn, aus München Ost kommend, in Dorfen.
Im Winterfahrplan 1951 bediente die Deutsche Bundesbahn den Bahnhof Dorfen mit drei Eilzugpaaren von München nach Simbach und Passau, fünf Personenzugpaaren von München nach Mühldorf und Simbach sowie an Werktagen je einem in Dorfen endenden Zugpaar aus München Ost und aus Mühldorf. Auf der Nebenbahn verkehrten vier Zugpaare nach Velden und eines nach Taufkirchen (Vils). Bis 1966 stieg das Zugangebot in Dorfen auf werktäglich sieben bis acht Personenzugpaare und drei Eilzugpaare zwischen München und Mühldorf. Auf der Nebenbahn nach Velden fuhren bis zur Einstellung des Personenverkehrs 1968 noch vier Zugpaare.
Mit Einführung des S-Bahn-Anschlussverkehrs zum Sommerfahrplan 1972 verkehrten an Werktagen sechs Nahverkehrszugpaare nur noch zwischen Markt Schwaben und Mühldorf; daneben hielten in Dorfen drei Nahverkehrs- und sechs Eilzugpaare zwischen München und Mühldorf. In den folgenden Jahren wurde das Fahrplanangebot ausgebaut; so hielten im Sommerfahrplan 1982 an Wochentagen zwölf von 14 Zugpaaren München–Mühldorf(–Simbach/–Burghausen) und sieben in Markt Schwaben wendende Zugpaare in Dorfen. Ab Anfang der 1990er Jahre bediente die Deutsche Bundesbahn den Bahnhof mit Eilzügen in einem angenäherten Stundentakt. Seit 2002 halten in Dorfen im Stundentakt Regionalbahn-Züge der Südostbayernbahn von München nach Mühldorf. Zudem halten in der Hauptverkehrszeit zwei Regional-Express-Zugpaare von München nach Simbach und weitere Verstärkerzüge von München nach Mühldorf.

### Güterverkehr

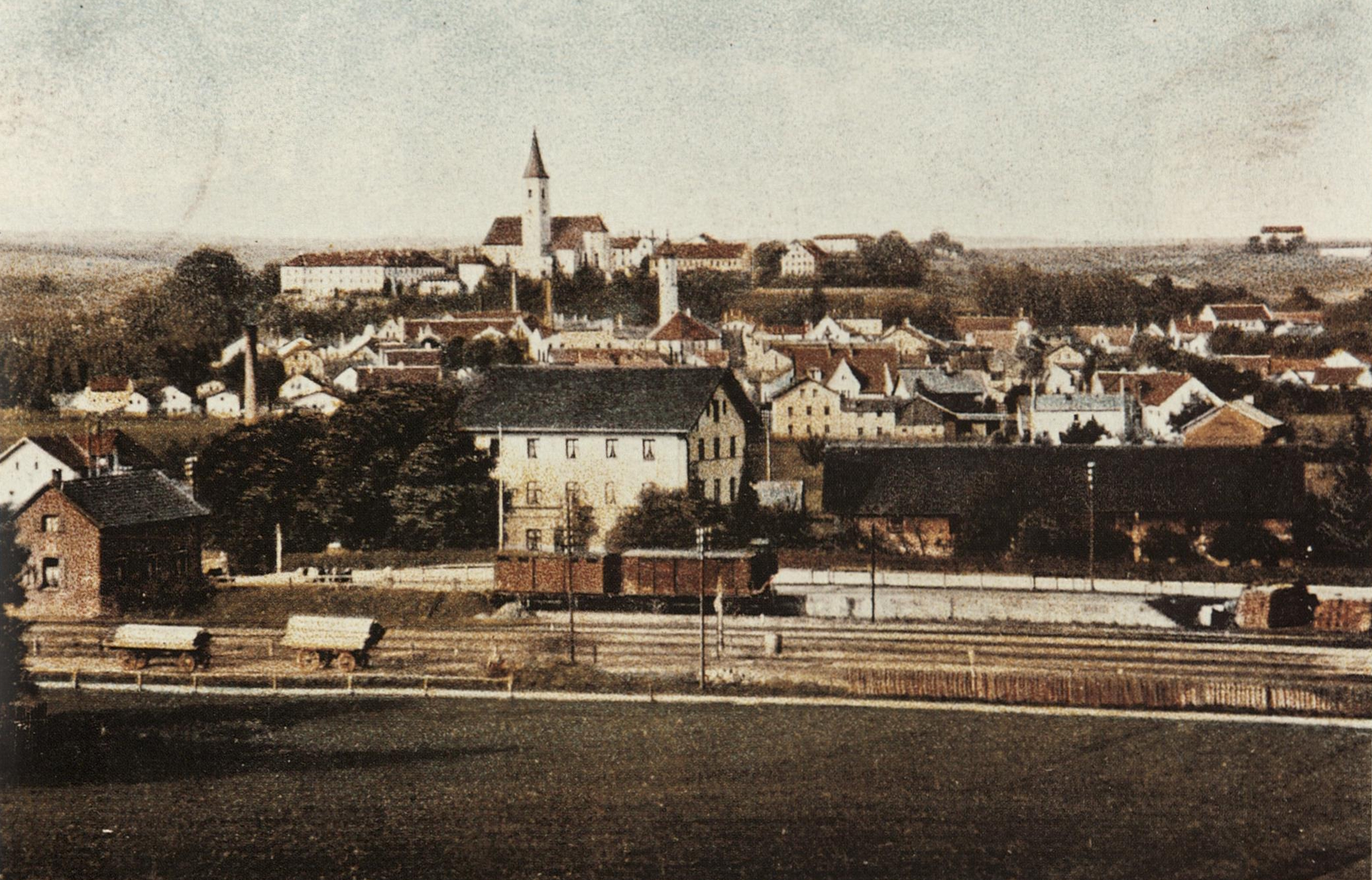
Güterwagen an der Laderampe und westliches Wechselwärterhaus (um 1910)

In den ersten Betriebsjahren führten die Bayerischen Staatseisenbahnen den Güterverkehr in Dorfen mit durchgehenden Eil- und Sammelgüterzügen zwischen München und Simbach durch. Der Bahnhof hatte von Beginn an ein hohes Güterverkehrsaufkommen insbesondere im Stückgut- und Wagenladungsverkehr sowie im Viehversand. 1884 versandten die Bayerischen Staatseisenbahnen am Bahnhof Dorfen 5.351 Tonnen und empfingen 5.272 Tonnen Güter. Zudem wurden 10.160 Tiere, vor allem Rinder und Schweine, verladen. Bis 1896 stieg der Güterverkehr auf 17.508 Tonnen versandte und 8.547 Tonnen empfangene Güter an.
Ab 1898 war der Bahnhof Dorfen Übergangsstation zur Lokalbahn nach Velden, an der die Rangierarbeiten für den Güterverkehr zwischen der Hauptbahn und der Lokalbahn stattfanden. Die örtliche Güterverladung ging hingegen zurück, da Güter für die Orte nördlich von Dorfen nun über die Lokalbahn weiter transportiert wurden: Im Betriebsjahr 1901 wurden nur noch 12.411 Tonnen Güter versandt und 6.331 Tonnen empfangen.
Ab den 1970er Jahren ging der Güterverkehr am Bahnhof und auf der Nebenbahn zunehmend zurück. Bis zur Einstellung des Güterverkehrs 1993 fuhren von Dorfen noch unregelmäßig Übergabegüterzüge nach Velden. Den örtlichen Güterverkehren führte die Deutsche Bundesbahn mit Nahgüterzügen und zuletzt mit Übergabegüterzügen vom Bahnhof Mühldorf aus durch. 1998 endete der Verkehr auf dem Ortsgütergleis; mit der Stilllegung des Freiladegleises ist am Bahnhof Dorfen seit 2003 keine Güterverladung mehr möglich.